# Kornwalijczycy

Położenie Kornwalii

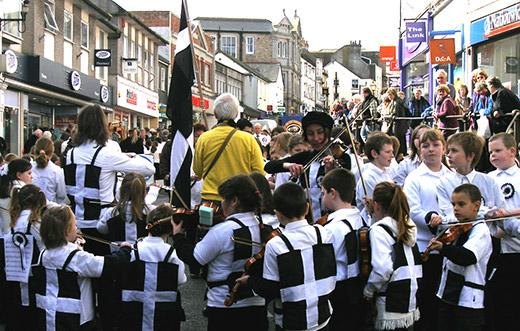
Obchody dnia świętego Pirana

Kornwalijczycy (ang. Cornish people, korn. Kernowyon) – ludność pochodzenia celtyckiego zamieszkująca Kornwalię.
Liczba ludności Kornwalii wykazująca współcześnie kornwalijską samoidentyfikację nie jest znana. Ich językiem ojczystym był dawniej język kornijski, jednak współcześnie posługują się głównie językiem angielskim (anglo-kornijskim). Dominującym wyznaniem wśród Kornwalijczyków jest protestantyzm.

## Odrębność narodowa, etniczna i kulturowa
Część Kornwalijczyków uważa siebie za odrębną grupę etniczną, wywodzącą się z plemion celtyckich (w przeciwieństwie do Anglików), w przeszłości używającą języka kornijskiego i mającą częściowo odrębną historię. Jednym z argumentów jest używanie przez Kornwalijczyków pojęcia Anglia na określenie obszaru znajdującego się na wschód od mostu Tamar Bridge. Podczas spisu powszechnego można było podawać opcję narodowościową Kornwalijczyk, choć formularz nie zawierał odrębnego pola dla tej narodowości; niemniej jednak 37 000 osób podało narodowość kornijską, mimo iż możliwość ta – zdaniem krytyków – nie została odpowiednio rozpropagowana. Od r. 2004 na mocy Children's Act (ustawy o wychowaniu dzieci i młodzieży) można zaznaczać narodowość kornwalijską na świadectwach szkolnych. Kornwalia ma też odrębną reprezentację sportową, występującą od 2006 na Igrzyskach Wspólnoty Narodów (Commonwealth Games).
Krytycy tezy o odrębnym, celtyckim pochodzeniu Kornwalijczyków, w tym zwłaszcza genetycy (m.in. Brian Sykes), uważają, że nie istnieje coś takiego jak celtycka grupa etniczna. Jedyna łączność z Celtami, która jest niekwestionowana, to łączność językowa; język kornijski (wymarły na przełomie XVII i XVIII w, od XX wieku trwa odradzanie tego języka) jest językiem celtyckim.

## Dążenia separatystyczne
Część kornwalijskich ruchów politycznych, społecznych i kulturalnych otwarcie głosi dążenia niepodległościowe. W języku angielskim funkcjonuje związane z tym pojęcie Separatyzm kornwalijski. Zwykle dotyczy ono wysuwania następujących postulatów: 
- uznania odrębności Kornwalii od Anglii oraz Kornwalijczyków od Anglików
- decentralizacji Anglii (rozumianej jako jedna z czterech części - obok Walii, Szkocji i Irlandii Północnej - Zjednoczonego Królestwa)
- uzyskania autonomii przez Kornwalię oraz powstania odrębnego parlamentu kornijskiego z uprawnieniami ustawodawczymi[4].

Podkreślany jest również fakt, że Kornwalia, w przeciwieństwie np. do Szkocji, nigdy nie została przyłączona do Anglii na drodze formalnej unii.

### Walka o autonomię Kornwalii
Pierwsze starania o niepodległą Kornwalię miały miejsce podczas angielskiej wojny domowej w XVII wieku, a prowadził je sir Richard Grenville, przekonany, że może wykorzystać kornijskie marzenia o niepodległości do zyskania poparcia dla rojalistów. Obecnie starania Kornwalii o autonomię prowadzą takie organizacje polityczne jak m.in. Mebyon Kernow i Cornish Nationalist Party. Domagają się powołania zgromadzenia Cornish Assembly na takiej samej zasadzie i o takich samych prawach jak Walijskie Zgromadzenie Narodowe. Według badań z 2003 r., starania te popierało 55% Kornwalijczyków.